# Kenji Gorré
Kenji Joel Gorré (Spijkenisse, 29 settembre 1994) è un calciatore olandese originario di Curaçao, attaccante del Maccabi Haifa.

## Carriera

### Club
Cresciuto nei settori giovanili di Manchester United e Swansea City, esordisce con la prima squadra del club gallese il 24 maggio 2015, nella partita persa per 1-0 contro il Crystal Palace. Il 9 luglio viene ceduto in prestito annuale all'ADO Den Haag, club militante in Eredivisie, ma a gennaio, dopo uno scarso utilizzo, fa ritorno agli Swans. Il 29 luglio 2016 si trasferisce in prestito semestrale al Northampton Town.

### Nazionale
Ha giocato nella nazionale olandese Under-16; successivamente ha scelto di rappresentare Curaçao, con la cui nazionale maggiore ha esordito nel 2019.
Nel 2025 ha partecipato alla CONCACAF Gold Cup.

## Statistiche

### Presenze e reti nei club
Statistiche aggiornate al 30 giugno 2017.
| Stagione        | Squadra          | Campionato      | Campionato | Campionato | Coppe nazionali | Coppe nazionali | Coppe nazionali | Coppe continentali | Coppe continentali | Coppe continentali | Altre coppe | Altre coppe | Altre coppe | Totale | Totale | Totale |
| Stagione        | Squadra          | Comp            | Pres       | Reti       | Comp            | Pres            | Reti            | Comp               | Pres               | Reti               | Comp        | Pres        | Reti        | Pres   | Reti   |        |
| --------------- | ---------------- | --------------- | ---------- | ---------- | --------------- | --------------- | --------------- | ------------------ | ------------------ | ------------------ | ----------- | ----------- | ----------- | ------ | ------ | ------ |
| 2014-2015       | Swansea City     | PL              | 1          | 0          | FACup+CdL       | -               | -               | -                  | -                  | -                  | -           | -           | -           | 1      | 0      |        |
| 2015-gen. 2016  | ADO Den Haag     | E               | 5          | 0          | CO              | 1               | 1               | -                  | -                  | -                  | -           | -           | -           | 6      | 1      |        |
| 2016-gen. 2017  | Northampton Town | FL1             | 13         | 1          | FACup+CdL       | 0+3             | -               | -                  | -                  | -                  | FLT         | 2           | 0           | 18     | 1      |        |
| Totale carriera | Totale carriera  | Totale carriera | 19         | 1          |                 | 4               | 1               |                    | -                  | -                  |             | 2           | 0           | 25     | 2      |        |

### Cronologia presenze e reti in nazionale
| Cronologia completa delle presenze e delle reti in nazionale ― Curaçao | Cronologia completa delle presenze e delle reti in nazionale ― Curaçao | Cronologia completa delle presenze e delle reti in nazionale ― Curaçao | Cronologia completa delle presenze e delle reti in nazionale ― Curaçao | Cronologia completa delle presenze e delle reti in nazionale ― Curaçao | Cronologia completa delle presenze e delle reti in nazionale ― Curaçao | Cronologia completa delle presenze e delle reti in nazionale ― Curaçao | Cronologia completa delle presenze e delle reti in nazionale ― Curaçao |
| Data                                                                   | Città                                                                  | In casa                                                                | Risultato                                                              | Ospiti                                                                 | Competizione                                                           | Reti                                                                   | Note                                                                   |
| ---------------------------------------------------------------------- | ---------------------------------------------------------------------- | ---------------------------------------------------------------------- | ---------------------------------------------------------------------- | ---------------------------------------------------------------------- | ---------------------------------------------------------------------- | ---------------------------------------------------------------------- | ---------------------------------------------------------------------- |
| 26-6-2019                                                              | Los Angeles                                                            | Giamaica                                                               | 1 – 1                                                                  | Curaçao                                                                | Gold Cup 2019 - 1º turno                                               | -                                                                      | 70’                                                                    |
| 1-7-2019                                                               | Filadelfia                                                             | Stati Uniti                                                            | 1 – 0                                                                  | Curaçao                                                                | Gold Cup 2019 - Quarti di finale                                       | -                                                                      | 75’                                                                    |
| 11-9-2019                                                              | Port-au-Prince                                                         | Haiti                                                                  | 1 – 1                                                                  | Curaçao                                                                | CONCACAF Nations League 2019-2020 - 1º turno                           | -                                                                      | 84’                                                                    |
| 14-10-2019                                                             | Alajuela                                                               | Costa Rica                                                             | 0 – 0                                                                  | Curaçao                                                                | CONCACAF Nations League 2019-2020 - 1º turno                           | -                                                                      | 68’ 75’                                                                |
| 5-6-2021                                                               | Città del Guatemala                                                    | Isole Vergini Britanniche                                              | 0 – 8                                                                  | Curaçao                                                                | Qual. Mondiali 2022                                                    | 2                                                                      | 45’                                                                    |
| 16-6-2021                                                              | Willemstad                                                             | Curaçao                                                                | 0 – 0                                                                  | Panama                                                                 | Qual. Mondiali 2022                                                    | -                                                                      | 18’ 79’                                                                |
| 6-10-2021                                                              | Manama                                                                 | Bahrein                                                                | 4 – 0                                                                  | Curaçao                                                                | Amichevole                                                             | -                                                                      | 45’                                                                    |
| 4-6-2022                                                               | Willemstad                                                             | Curaçao                                                                | 0 – 1                                                                  | Honduras                                                               | CONCACAF Nations League 2022-2023 - 1º turno                           | -                                                                      | 58’                                                                    |
| 7-6-2022                                                               | San Pedro Sula                                                         | Honduras                                                               | 1 – 2                                                                  | Curaçao                                                                | CONCACAF Nations League 2022-2023 - 1º turno                           | -                                                                      | 63’                                                                    |
| 10-6-2022                                                              | Vancouver                                                              | Canada                                                                 | 4 – 0                                                                  | Curaçao                                                                | CONCACAF Nations League 2022-2023 - 1º turno                           | -                                                                      | 62’                                                                    |
| 24-9-2022                                                              | Bandung                                                                | Indonesia                                                              | 3 – 2                                                                  | Curaçao                                                                | Amichevole                                                             | -                                                                      | 57’                                                                    |
| 27-9-2022                                                              | Bandung                                                                | Indonesia                                                              | 2 – 1                                                                  | Curaçao                                                                | Amichevole                                                             | -                                                                      |                                                                        |
| 26-3-2023                                                              | Willemstad                                                             | Curaçao                                                                | 0 – 2                                                                  | Canada                                                                 | CONCACAF Nations League 2022-2023 - 1º turno                           | -                                                                      | 69’                                                                    |
| 29-3-2023                                                              | Santiago del Estero                                                    | Argentina                                                              | 7 – 0                                                                  | Curaçao                                                                | Amichevole                                                             | -                                                                      | 58’                                                                    |
| 8-9-2023                                                               | Port of Spain                                                          | Trinidad e Tobago                                                      | 1 – 0                                                                  | Curaçao                                                                | CONCACAF Nations League 2023-2024 - 1º turno                           | -                                                                      |                                                                        |
| 11-9-2023                                                              | Fort-de-France                                                         | Martinica                                                              | 1 – 0                                                                  | Curaçao                                                                | CONCACAF Nations League 2023-2024 - 1º turno                           | -                                                                      |                                                                        |
| 13-10-2023                                                             | Willemstad                                                             | Curaçao                                                                | 1 – 2                                                                  | Panama                                                                 | CONCACAF Nations League 2023-2024 - 1º turno                           | -                                                                      | 55’ 90’                                                                |
| 18-10-2023                                                             | Willemstad                                                             | Curaçao                                                                | 5 – 3                                                                  | Trinidad e Tobago                                                      | CONCACAF Nations League 2023-2024 - 1º turno                           | 1                                                                      | 69’                                                                    |
| 16-11-2023                                                             | Willemstad                                                             | Curaçao                                                                | 1 – 1                                                                  | El Salvador                                                            | Amichevole                                                             | -                                                                      |                                                                        |
| 20-11-2023                                                             | Willemstad                                                             | Curaçao                                                                | 1 – 1                                                                  | El Salvador                                                            | Amichevole                                                             | -                                                                      | 85’                                                                    |
| 5-6-2024                                                               | Willemstad                                                             | Curaçao                                                                | 4 – 1                                                                  | Barbados                                                               | Qual. Mondiali 2026                                                    | -                                                                      |                                                                        |
| 8-6-2024                                                               | Oranjestad                                                             | Aruba                                                                  | 0 – 2                                                                  | Curaçao                                                                | Qual. Mondiali 2026                                                    | -                                                                      | 85’                                                                    |
| 11-10-2024                                                             | Gros Islet                                                             | Grenada                                                                | 0 – 0                                                                  | Curaçao                                                                | CONCACAF Nations League 2024-2025                                      | -                                                                      |                                                                        |
| 14-10-2024                                                             | Gros Islet                                                             | Curaçao                                                                | 1 – 0                                                                  | Grenada                                                                | CONCACAF Nations League 2024-2025                                      | -                                                                      |                                                                        |
| 16-11-2024                                                             | Willemstad                                                             | Saint-Martin                                                           | 0 – 5                                                                  | Curaçao                                                                | CONCACAF Nations League 2024-2025                                      | -                                                                      |                                                                        |
| 19-11-2024                                                             | Willemstad                                                             | Curaçao                                                                | 4 – 1                                                                  | Saint Lucia                                                            | CONCACAF Nations League 2024-2025                                      | -                                                                      | 74’                                                                    |
| 19-3-2025                                                              | Belek                                                                  | Curaçao                                                                | 0 – 2                                                                  | Kazakistan                                                             | Amichevole                                                             | -                                                                      |                                                                        |
| 6-6-2025                                                               | Oranjestad                                                             | Curaçao                                                                | 4 – 0                                                                  | Saint Lucia                                                            | Qual. Mondiali 2026                                                    | -                                                                      | 75’                                                                    |
| 10-6-2025                                                              | Oranjestad                                                             | Haiti                                                                  | 1 – 5                                                                  | Curaçao                                                                | Qual. Mondiali 2026                                                    | 1                                                                      | 90’                                                                    |
| 17-6-2025                                                              | San Jose                                                               | Curaçao                                                                | 0 – 0                                                                  | El Salvador                                                            | Gold Cup 2025 - 1° turno                                               | -                                                                      | 73’                                                                    |
| 21-6-2025                                                              | Houston                                                                | Curaçao                                                                | 1 – 1                                                                  | Canada                                                                 | Gold Cup 2025 - 1° turno                                               | -                                                                      | 75’                                                                    |
| 24-6-2025                                                              | San Jose                                                               | Honduras                                                               | 2 – 1                                                                  | Curaçao                                                                | Gold Cup 2025 - 1° turno                                               | -                                                                      | 80’                                                                    |
| Totale                                                                 |                                                                        | Presenze                                                               | 32                                                                     |                                                                        | Reti                                                                   | 4                                                                      |                                                                        |

## Palmarès

### Club

#### Competizioni nazionali
- Segunda Liga: 1

Nacional: 2019-2020
- Coppa delle Stelle del Qatar: 1

Umm-Salal: 2023-2024